# Maj 2010
| Maj 2010 |
| Månader under 2010: Januari · Februari · Mars · April · Maj · Juni · Juli · Augusti · September · Oktober · November · December ← December 2009 · Januari 2011 → |

## Händelser
- Maj
  - Den sjunde europeiska ungdomskörsfestivalen hålls i Basel i Schweiz 12-16 maj.
  - Lundakarneval hålls den 21-23 maj.
- 1 maj – Världsutställningen Expo 2010 invigs i kinesiska Shanghai.
- 5 maj – Våldsamma upplopp utbryter i Greklands huvudstad Aten i protest mot den grekiska regeringens hantering av landets akuta ekonomiska problem.
- 6 maj – Ett parlamentsval hålls i Storbritannien, där det konservativa Torypartiet får flest röster med 306 mandat, vilket dock inte är tillräckligt för att kunna bilda en majoritetsregering. Labourpartiet, som har innehaft makten sedan 1997, lider nederlag.
- 8 maj
  - Val håls i Filippinerna.
  - En familjetragedi utspelar sig i en småort strax utanför Falköping, där en 62-årig man först skjuter ihjäl sina två barn för att därefter ta sitt eget liv.
- 10 maj – Europeiska unionen godkänner ett krispaket på drygt 700 miljarder euro, ungefär 7000 miljarder kronor, till EU-länder med budgetproblem.
- 11 maj
  - Storbritanniens premiärminister Gordon Brown avgår till följd av sitt partis nederlag i parlamentsvalet den 6 maj och efterträds av David Cameron. Brown meddelar också att han permanent avgår som partiledare för Labour Party.
  - Den kontroversielle konstnären Lars Vilks blir överfallen under en föreläsning på Uppsala universitet.
  - En familj på två barn och en man mördas i sitt hem i Härnösand.
- 12 maj – 105 personer omkommer när ett flygplan tillhörande det libyska flygbolaget Afriqiyah Airways exploderar under landning på huvudstaden Tripolis internationella flygplats.
- 15 maj – Våldsamma sammandrabbningar utbryter mellan oppositionsanhängare, de så kallade "rödskjortorna", kravallpolis och regeringsstyrkor i den thailändska huvudstaden Bangkok.
- 16 maj - Ronnie James Dio dog av magsäcks cancer
- 20 maj – Fem olika tavlor målade av Pablo Picasso och Henri Matisse stjäls från ett konstmuseum i centrala Paris.
- 21 maj – 158 människor omkommer när en Boeing 737 tillhörande det indiska flygbolaget Air India havererar under landning i staden Mangaluru i Indien.
- 23 maj – Parlamentsval, regionval och kommunval hålls i Etiopien.[1]
- 26 maj – Röda korsets förre kommunikationsdirektör Johan af Donner döms till fem års fängelse för grovt bedrägeri och förskingring.
- 27 maj
  - Ett rån genomförs mot Bukowskis auktionshus i centrala Stockholm, där rånarna kommer över smycken till ett värde av 12 miljoner kronor.
  - Den amerikanska kustbevakningen och oljebolaget BP meddelar att man lyckats stoppa den oljeläcka som uppstod i samband med explosionen av en oljerigg tidigare under året.
- 29 maj – I Oslo vinner Lena Meyer-Landruts låt Satellite, som får 246 poäng, finalen av den 55:e upplagan av Eurovision Song Contest.[2]
- 30 maj – Oljebolaget BP meddelar att det nya försöket att stoppa oljeläckan i Mexikanska golfen åter har misslyckats och att oljan fortsätter att strömma ut med full styrka.
- 31 maj – Omkring nio människor dödas och flera skadas när israelisk militär bordar sex fartyg ur Free Gaza Movement på internationellt vatten när dessa är på väg till Gazaremsan med förnödenheter åt befolkningen.

### Fotnoter
1. ↑  ”Ethiopian parties agree rules for 2010 polls” (på engelska). nazret.com. Arkiverad från originalet den 24 maj 2012. http://archive.is/2012.05.24-203320/http://nazret.com/blog/index.php/2009/10/28/ethiopian_parties_agree_rules_for_2010_p.
2. ↑  Malin Axelsson (30 maj 2010). ”Tyska Lena vann Eurovision 2010”. Aftonbladet. http://www.aftonbladet.se/nojesbladet/melodifestivalen/article12327492.ab. Läst 11 september 2016.